# 玉潭镇 (长春市)
玉潭镇，是中华人民共和国吉林省长春市南关区下辖的一个乡镇级行政单位。位于新城大街以东，二道区三道镇以南，莲花山开发区太安村以西，双阳区奢岭镇以北。幅员面积131.8平方公里，辖农林、友好、建国、黎明、胜利、东升、丰产7个村，人口1.06万人。玉潭镇人民政府驻地不变。

## 行政区划
玉潭镇下辖以下地区：
林场社区、永新村、勤俭村、建国村、农林村、友好村、黎明村、胜利村、东升村和丰产村。